# Presură sură
Presura sură (Emberiza calandra sau Miliaria calandra) este o pasăre parțial migratoare din familia emberizidelor (Emberizidae), ordinul paseriformelor (Passeriformes) care cuibărește în regiunile de câmpie și de dealuri descoperite din Europa, vestul Asiei și nordul Africii. Iarna populațiile din nord migrează spre centrul și sudul Europei, nordul Africii și peninsula Arabia. Are o lungime de 18 cm. Penajul de culoare cafenie cu pete întunecate pe spinare și piept, cu abdomenul mai spălăcit și uniform colorat. Cuibul se află în iarbă, pe sol sau mai rar în tufișuri pipernicite. Se hrănește cu insecte și semințe în timpul verii, iar iarna numai cu semințe.
În România este o pasăre comună în regiunile de câmpie și de dealuri descoperite, mai rar și pe văile largi, joase ale râurilor montane. Cuibărește la noi, unde rămâne și în sezonul rece, o parte din populație se deplasează iarna spre sudul țării sau migrează spre Sudul Europei, nordul Africii și peninsula Arabia.